# Matěj Dadák
Matěj Dadák (* 13. prosince 1975 Brno) je český herec, dramatik, spisovatel a scenárista.

## Život a dílo
Narodil se v Brně. Pochází z divadelní rodiny, jeho dědeček byl herec Otakar Dadák, druhý dědeček herec a režisér Stanislav Fišer, oba rodiče pracovali v divadle. Od dětství se divadlu také věnoval, navštěvoval dětský soubor Mraveneček a v roce 1991 se stal členem Studia Dům při Divadle Husa na provázku, které založila a vedla režisérka Eva Tálská. V letech 1993–1998 studoval činoherní herectví na Divadelní fakultě Janáčkovy akademie múzických umění (JAMU) v Brně. Po absolutoriu účinkoval dva roky v Divadle Husa na provázku v Brně.
Od roku 2000 působí v Činoherním klubu v Praze. Za titulní roli ve hře Georga Büchnera Vojcek a za roli Revíra z Chotýše v Deskovém statku Václava Štecha byl nominován na Cenu Alfreda Radoka (2000, 2001) v kategorii Talent roku. V roce 2018 měla v Činoherním klubu premiéru jeho hra Poutníci do Lhasy. Matěj Dadák také hraje ve filmech a televizních seriálech.
Vedle herectví se věnuje literární tvorbě, píše divadelní hry i filmové scénáře. Za svou novelu Horowitz byl nominován na cenu Magnesia Litera 2011 pro objev roku. Román Muž bez jazyka vyšel v roce 2021, o rok později román Lovci švábů. V roce 2010 natočila podle jeho scénáře Česká televize televizní film Cizí příběh, ve kterém ztvárnil hlavní roli. V roce 2018 vznikl podle jeho scénáře film Trojí život. Pro Český rozhlas upravil a namluvil četbu na pokračování ze svého románu Lovci švábů.
Své články publikuje v Divadelních novinách.

### Herecká tvorba
Role v Činoherním klubu - výběr
- Vojcek (Georg Büchner - Vojcek), 2000
- Matěj (Bernard-Marie Koltès - Návrat do Pouště), 2000
- Revír z Chotýše (Václav Štech - Deskový statek), 2001
- Rasplujev (Alexandr Vasiljevič Suchovo-Kobylin - Proces), 2001
- Řepa (Zoltán Egressy - Portugálie), 2001
- Alcest (Molière - Misantrop), 2002
- Chlapec / Mladý muž (Jon Fosse - Jméno / Noc zpívá své písně), 2002
- Murin (Fjodor Sologub - Ďáblova houpačka), 2003
- Mick (Harold Pinter - Správce), 2004
- Štěpán (Georges Feydeau - Dámský krejčí), 2005
- Christian (Thomas Vinterberg, Mogens Rukov - Rodinná slavnost), 2006
- Sossie (Molière - Amfitrion), 2006
- Shawn Keogh (John Millington Synge - Hrdina západu), 2007
- Ivanov (Anton Pavlovič Čechov - Ivanov), 2007
- Carthage Kilbride (Marina Carr - U kočičí bažiny), 2009
- Mitch (Tennessee Williams - Tramvaj do stanice Touha), 2011
- Čičvák (Martin Čičvák - Kukura), 2011
- Baylen (David Mammet - Glengarry Glen Ross), 2011
- Petr (Nina Mitrović - Tahle postel je příliš krátká aneb jen fragmenty), 2012
- Seržant Match (Joe Orton - Klíčovou dírkou), 2014
- Smerďakov (F. M. Dostojevskij - Bratři Karamazovi), 2015
- Malachov (Leo Birinski - Tanec bláznů), 2017
- Tadeáš (Mistr) (Matěj Dadák - Poutníci do Lhasy), 2018
- Gooper (Tennessee Williams - Kočka na rozpálené plechové střeše), 2022

#### Záznamy divadelních představení – výběr
- Deskový statek, 2008
- Dámský krejčí, 2012
- Bratři Karamazovi, 2017

#### Filmy – výběr
- Cizí příběh, 2010
- Stop, 2007
- Malé lži, 2009
- Lída Baarová, 2016
- Večírek, 2021

#### Seriály – výběr
- Policie Modrava, 2015, 2017, 2019, 2022

### Literární tvorba

#### Beletrie
- Horowitz, 2010[16]
- Muž bez jazyka, 2021[17]
- Lovci švábů, 2022[18]

#### Drama
- Poutníci do Lhasy, 2018

#### Scénáře
- Cizí příběh, 2010
- Trojí život, 2018